# Peter Walker
Peter Douglas Conyers Walker (7 de outubro de 1912 – 1 de março de 1984) foi um automobilista britânico nascido na Inglaterra que participou do Grande Prêmio da Inglaterra de Fórmula 1 em: 1950, 1951 e 1955 e o GP dos Países Baixos em 1955.